# Váradi László (zenész)
Váradi László (1950 – 2007. november 8.) becenevén: Vadölő, magyar rockzenész, dobos.

## Pályafutása
A Scampoloban kezdett zenélni, később a slágerzenét játszó Pannónia együttes dobosa lett. 1969-ben került Radics Béla, Sakk-Matt együttesébe. 
1970. január 12-én, Radics Bélával és Som Lajossal megalapítják a „nagy” Tűzkerék együttest. Néhány hónappal később Demjén Ferenc is csatlakozik a formációhoz. 
1970 közepén Vadölő helyét Döme Dezső veszi át a doboknál, ez év végén kerül a Metro együttesben, ahonnan néhány hónap után távozik. 
1971-ben végleg felhagy a zenéléssel. Később egy személyvonaton lett büfés, ekkor már komoly italozási problémákkal küzdött, amelynek következtében 2007. november 8-án elhunyt. Temetése november 26-án volt az Új Köztemetőben.

## Külső hivatkozások
- Meghalt Váradi Vadölő László